# TC Energy Center
El TC Energy Center, antiguamente conocido como Bank of America Center, es el nombre de un rascacielos de la ciudad estadounidense de Houston, fue construido entre 1981 y 1983. Su altura es de 238 metros, por lo tanto, es el cuarto edificio más alto de la ciudad después de la Torre JPMorgan Chase, del edificio Wells Fargo Plaza, y la Torre de Williams. La torre, está dedicada a oficinas, cuenta con 56 pisos por encima nivel de la planta baja, con un total de 130.000 metros cuadrados disponibles, convirtiéndolo en el séptimo edificio más alto del estado de Texas su diseño tiene la particularidad de disponer de un techo dividido en tres alturas o niveles.

## El Edificio
La esquina noreste de la estructura alberga un edificio en su interior. En la anterior época existía un edificio sede de Western Union que aún hoy se localiza dentro de la estructura del Bank of America Center ya que necesitaban reubicar cables de telégrafo para la época pero al no poderse reubicar, decidieron construir un edificio más grande conservando al anterior, así fue como iniciaron las obras sin modificar al anterior edificio de su posición.
La otra zona de la estructura está dedicada a la entidad financiera Bank of America, pero esta zona está separada de la otra, por lo tanto para acceder a la entidad bancaria primero hay que atravesar un gran salón de tres niveles de altura.

## Acontecimientos
El 9 de junio de 2001, el edificio fue testigo de un trágico accidente que tuvo lugar durante la tormenta tropical Allison. La seguridad del edificio advirtió a las personas que las zonas situadas en los niveles del sótano y el párking estaban en peligro de inundaciones y que para salvar el material habría personas instruidas trabajando hasta tarde en el edificio para mover los vehículos a los niveles superiores de la cochera, pero Kristie Tautenhahn una empleada de la firma de abogados Mayer, Brown & Platt fue a mover su vehículo estacionado en el nivel inferior 3 a las 10:30 UTC sin saber que la planta se encontraba ya inundada completamente, trágicamente se ahogó en un ascensor al sumergirse en el agua, ya que descendió a la planta baja del garaje.